# معركة مطار أنتونوف
معركة مطار أنتونوف، والمعروفة أيضًا باسم معركة مطار هوستوميل، كانت معركة وقعت في 24 و 25 فبراير 2022، أثناء الغزو الروسي لأوكرانيا. هاجمت موجتان من القوات الروسية مطار أنتونوف في هوستوميل. هبطت الموجة الأولى، المكونة من مظليين روس، في 24 فبراير واحتلت المطار لفترة وجيزة قبل أن تهزم. تقدمت الموجة الثانية من القوات الروسية، المكونة من قوات برية، من بيلاروس، واستولت على المطار بعد مناوشة في 25 فبراير.

## المعركة

### 24 فبراير
هبطت ما بين 20 إلى 30 طائرة هليكوبتر روسية بقوات محمولة جواً لتأمين المطار، في ضواحي كييف، في محاولة لإنشاء جسر جوي يمكن أن تصل فيه القوات والمعدات إلى أقل من 10 كيلومترات من كييف. استولت القوات الروسية على المطار في البداية بعد 3 ساعات من القتال، ولكن تبع ذلك هجومًا مضادًا أوكرانيًا من قبل لواء الرد السريع الرابع التابع للحرس الوطني، حيث تم تطويق القوات المحمولة جواً الروسية في المطار وتدميرها، وفقًا للقيادة الأوكرانية.
كانت طائرة أنتونوف أنتونوف أن-225، أكبر طائرة في العالم، في المطار في وقت بداية المعركة، وتم تأكيد أنها سليمة على الرغم من القتال. ومع ذلك، في 26 فبراير، أفاد مسؤولون أوكرانيون أن الطائرة قد دمرت خلال غارة جوية.

### 25 فبراير
في 25 فبراير، سيطرت القوات البرية الروسية المتقدمة من بيلاروس على المطار بعد اختراق جزئي للدفاعات الأوكرانية في معركة إيفانكيف. ووفقًا لوزارة الدفاع الروسية، جاء الاستيلاء بعد عملية ضمت حوالي 200 مروحية وقتل 200 جندي أوكراني أثناء القتال، بينما لم يتكبد الجيش الروسي أي إصابات. نفت وزارة الداخلية الأوكرانية أن تكون القوات الروسية قد استولت على المطار بالكامل، مشيرة إلى أن القتال مستمر. كما شددت وزارة الشؤون الداخلية على أن ادعاء الروس بوقوع خسائر فادحة في صفوف الأوكرانيين هو «كذبة مطلقة». وزعمت وزارة الدفاع الأوكرانية كذلك أن المطار أصيب بأضرار بالغة بحيث لا يمكن للقوات الروسية استخدامه.
ادعى المتحدث باسم وزارة الدفاع الروسية إيغور كوناشينكوف أن القوات الأوكرانية نشرت بي إم-21 غراد في كييف لقصف القوات الروسية في المطار.

## بعد المعركة

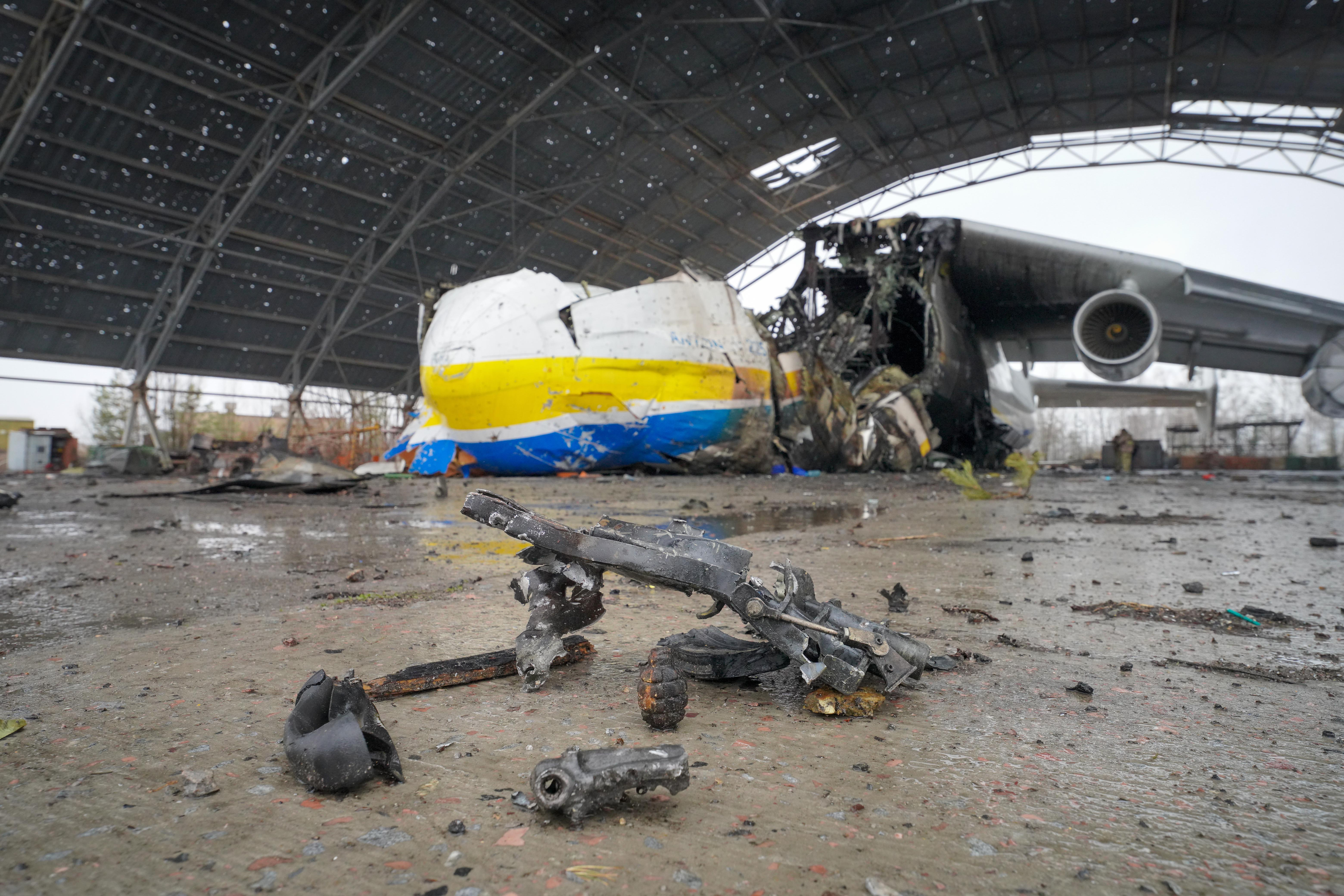
مطار انتونوف بعد الغزو الروسي لأوكرانيا

في 26 فبراير، ادعت القوات الأوكرانية أن وحدة مجموعة ألفا الأوكرانية دمرت رتلا من المركبات المدرعة الروسية بالقرب من هوستوميل. أعلنت النائبة الأوكرانية صوفيا فيدينا أن القوات الخاصة الروسية ألقت القبض على بعض أعضاء الوحدة 3017 من الحرس الوطني الأوكراني وكانوا يرتدون زيهم الرسمي للتسلل وتخريب الدفاعات الأوكرانية في كييف. وقالت إن على المواطنين والمقاتلين الأوكرانيين التحدث باللغة الأوكرانية فقط للمساعدة في تحديد المتسللين الروس.